# Gustav Zimmermann (Politiker, 1882)
Gustav Zimmermann (* 1. Oktober 1882 in Nagold; † 26. Mai 1970 in Tuttlingen) war im April und Mai 1945 Bürgermeister von Tuttlingen.
Mit der Befreiung Tuttlingens durch Französische Truppen am 21. April 1945 setzten die Franzosen den bisherigen Bürgermeister Max Haug ab und den Sparkassendirektor Gustav Zimmermann als Bürgermeister ein. Am 23. Mai 1945 wurden zwei Telefonleitungen in Tuttlingen durchschnitten, was Zimmermann angelastet wurde. Die Franzosen setzten ihn daraufhin ab. Als Nachfolger wurde Franz Heinkele eingesetzt.